# Fala kraftverk
Fala kraftverk (slovenska: Hidroelektrarna Fala) är ett vattenkraftverk i floden Drava Slovenien vid samhället Fala.

Kraftverket byggdes av tyskarna mellan åren 1913-1918 och är det äldsta i Drava.

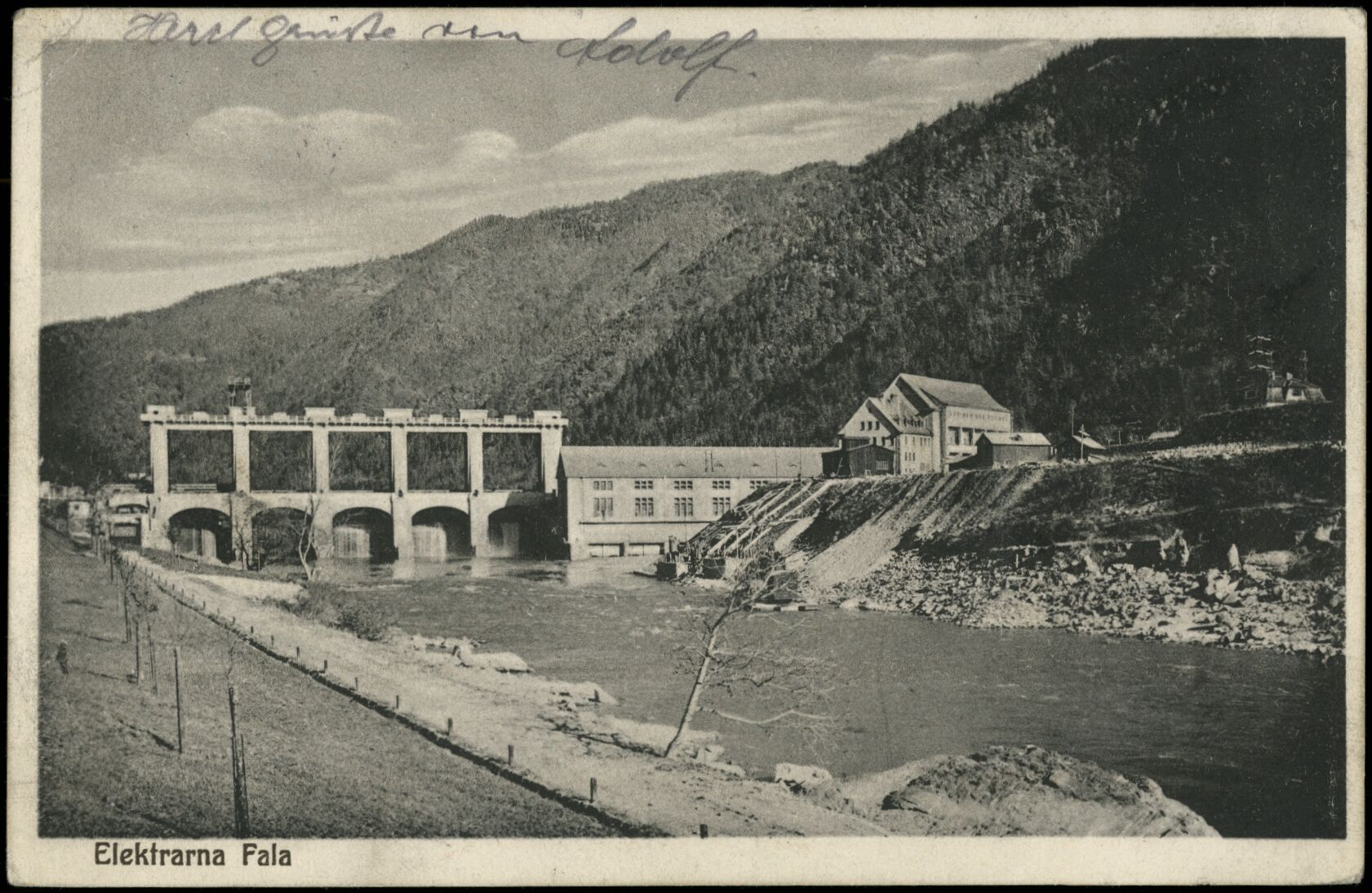
Fala kraftverk på vykort

Den gamla kraftverksbyggnaden är kulturskyddad sedan år 2008 och hyser ett museum.
Vid invigningen hade kraftverket 5  francisturbiner med horisontella axlar och en fisktrappa. Två nya turbiner installerades år 1925 och 1932. Den åttonde turbinen, som installerades år 1977 var en kaplanturbin. På 1990-talet byggdes kraftverket om, turbinen från år 1977 ersattes med en modernare och ytterligare två kaplanturbiner installerades. 
Kraftverket dämmer upp 8,6 kilometer av Drava och vattenmagasinet rymmer 4,2 miljoner kubikmeter (m³).